# Blackford (motorfiets)
Blackford is een Brits historisch merk van motorfietsen.
De bedrijfsnaam was: Frank Blackford Cycles Ltd., Tottenham, Londen
Blackford maakte van 1902 tot 1904 motorfietsen door 211cc--Minerva-snuffelklepmotoren in verstevigde fietsframes te monteren.
De inbouwmotoren van het Belgische Minerva waren in de eerste helft van de jaren nul bijzonder populair in het Verenigd Koninkrijk en Minerva had in Londen zelfs een eigen bedrijf waar onder leiding van David Citroen motorblokken geassembleerd werden. Mogelijk werd die productie in 1904 beëindigd, want toen trad Citroen toe tot de directie van Minerva.